# Neptunio
El neptunio es un elemento transuránico de la tabla periódica cuyo símbolo es Np y su número atómico es 93. Cuarto de la familia de los actínidos o segundo período de transición interna del sistema periódico de los elementos. Su nombre proviene del planeta Neptuno.
Aunque a lo largo de los años se hicieron muchas afirmaciones falsas sobre su descubrimiento, el elemento fue sintetizado por primera vez por Edwin McMillan y Philip H. Abelson en el Laboratorio de Radiación de Berkeley en 1940. Desde entonces, la mayor parte del neptunio se ha producido y se sigue produciendo por irradiación con neutrones de uranio en reactores nucleares. La gran mayoría se genera como subproducto en los reactores nucleares convencionales. Aunque el neptunio en sí no tiene usos comerciales en la actualidad, se utiliza como precursor para la formación de plutonio-238, y en generadores termoeléctricos de radioisótopos para proporcionar electricidad a naves espaciales. El neptunio también se ha utilizado en detectores de neutrones de alta energía.

## Historia y obtención
Fue obtenido por primera vez en 1940 por Edwin Mattison McMillan y Philip Hauge Abelson bombardeando uranio con deuterones de gran velocidad. El isótopo 237 ha sido encontrado, en cantidades muy pequeñas, en minas de uranio. Se obtiene más abundantemente como subproducto en la fabricación de plutonio 239. El neptunio metálico se obtiene del trifluoruro de neptunio por reducción con vapor de bario a 1.20 °C.

### Antecedentes y primeras reivindicaciones

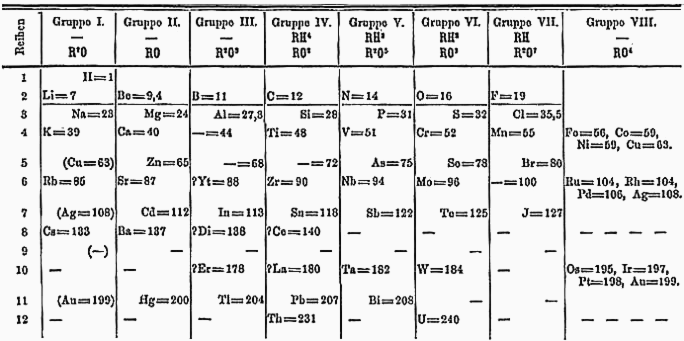

Cuando la primera tabla periódica de los elementos fue publicada por Dmitri Mendeleev a principios de la década de 1870, mostraba un «—» en el lugar después del uranio, similar a varios otros lugares para elementos entonces no descubiertos. Otras tablas posteriores de elementos conocidos, incluyendo una publicación de 1913 de los isótopos radiactivos conocidos por Kasimir Fajans, también muestran un lugar vacío después del uranio, el elemento 92.
Hasta y después del descubrimiento del último componente del núcleo atómico, el neutrón en 1932, la mayoría de los científicos no consideraron seriamente la posibilidad de elementos más pesados que el uranio. Si bien la teoría nuclear de la época no prohibía explícitamente su existencia, había pocas pruebas que lo indicaran. Sin embargo, el descubrimiento de la radioactividad inducida por Irène y Frédéric Joliot-Curie a fines de 1933 dio lugar a un nuevo método de investigación de elementos e inspiró a un pequeño grupo de científicos italianos liderados por Enrico Fermi a comenzar una serie de experimentos con bombardeo de neutrones. Si bien el experimento de Joliot y Curie involucraba el bombardeo de una muestra de 27Al con partículas alfa para producir el  30P radioactivo, Fermi se dio cuenta de que mediante el uso de neutrones, que carecen de carga eléctrica, es muy probable pudiera obtener mejores resultados que utilizando partículas alfa con carga eléctrica positiva. Por lo tanto, en marzo de 1934 comenzó sistemáticamente a bombardear con neutrones todos los elementos conocidos para determinar si algunos otros podían ser inducidos a se radioactivos.
Luego de varios meses de trabajo, el grupo de Fermi había determinado de nanera preliminar que los elementos livianos dispersaban la energía del neutrón capturado emitiendo un protón o partícula alfa y los elementos más pesados generalmente tendrían un comportamiento parecido aunque emitiendo un rayo gamma. Este comportamiento posteriormente produce en el decaimiento beta de un neutrón a protón, con lo cual el isótopo resultante se desplaza un sitio hacia arriba en la tabla periódica. Cuando el equipo de Fermi bombardeó uranio, observaron el mismo efecto, lo cual sugería muy fuertemente que el isótopo resultante tenía un número atómico 93. Fermi fue inicialmente reacio a hacer pública tal afirmación, pero después de que su equipo observara varias vidas medias desconocidas en los productos del bombardeo de uranio que no coincidían con las de ningún isótopo conocido, publicó un artículo titulado Posible producción de elementos de número atómico superior a 92 en junio de 1934. En él propuso el nombre ausonio (símbolo atómico Ao) para el elemento 93, por el nombre griego Ausonia (Italia).
Rápidamente se plantearon varias objeciones teóricas a las afirmaciones del artículo de Fermi; en particular, el proceso exacto que tenía lugar cuando un átomo capturaba un neutrón no se comprendía bien en aquel momento. Esto y el descubrimiento accidental de Fermi, tres meses más tarde, de que las reacciones nucleares podían ser inducidas por neutrones lentos, hicieron dudar a muchos científicos, especialmente a Aristid von Grosse y Ida Noddack, de que el experimento estuviera creando el elemento 93. Mientras que la afirmación de von Grosse de que Fermi estaba produciendo realmente protactinio (elemento 91) fue rápidamente probada y refutada, la propuesta de Noddack de que el uranio había sido destrozado en dos o más fragmentos mucho más pequeños fue simplemente ignorada por la mayoría porque la teoría nuclear existente no incluía una forma de que esto fuera posible. Fermi y su equipo mantuvieron que en realidad estaban sintetizando un nuevo elemento, pero la cuestión quedó sin resolver durante varios años.

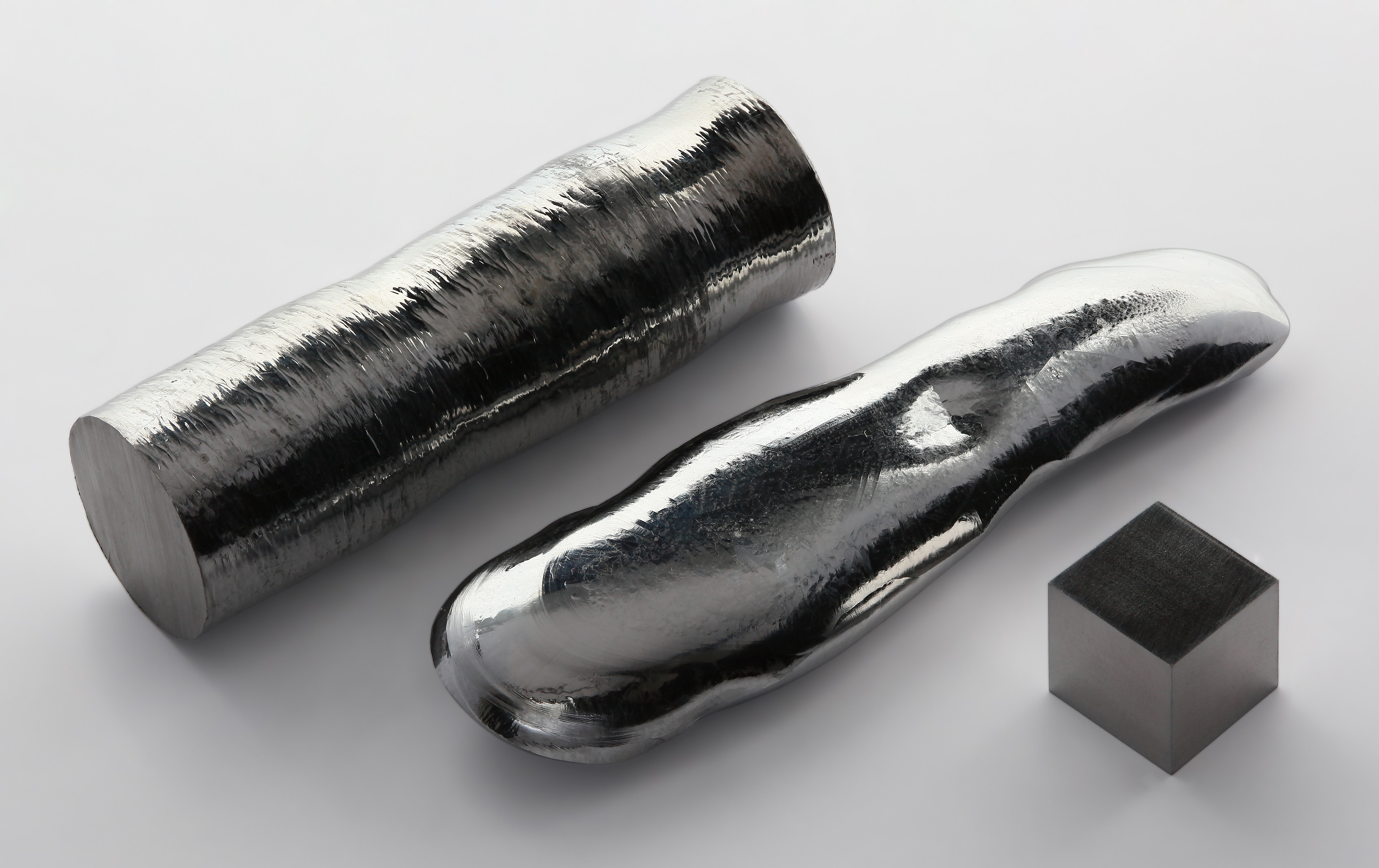
Renio. Durante mucho tiempo, los químicos pensaron que el elemento 93 sería homólogo al renio, lo que hacía casi imposible el descubrimiento y la identificación del neptunio.

Aunque las muchas vidas medias radiactivas diferentes y desconocidas en los resultados del experimento mostraban que se estaban produciendo varias reacciones nucleares, el grupo de Fermi no podía demostrar que se estaba creando el elemento 93 a menos que pudieran aislarlo químicamente. Ellos y muchos otros científicos intentaron lograrlo, incluyendo a Otto Hahn y Lise Meitner que estaban entre los mejores radioquímicos del mundo en ese momento y apoyaban la afirmación de Fermi, pero todos fracasaron. Mucho más tarde, se determinó que la razón principal de este fracaso era que las predicciones de las propiedades químicas del elemento 93 se basaban en una tabla periódica que carecía de la serie de actínidos. Esta disposición situaba al protactinio por debajo del tantalio, al uranio por debajo del wolframio, y además sugería que el elemento 93, en ese momento denominado eka-renio, debía ser similar a los elementos del grupo 7, incluidos el manganeso y el renio. El torio, el protactinio y el uranio, con sus estados de oxidación dominantes de +4, +5 y +6 respectivamente, engañaron a los científicos para que pensaran que pertenecían por debajo del hafnio, el tántalo y el wolframio, y no por debajo de la serie de los lantánidos, que en aquel momento se consideraba una casualidad, y cuyos miembros tienen todos estados dominantes de +3; el neptunio, en cambio, tiene un estado +7 mucho más raro e inestable, siendo +4 y +5 los más estables. Al encontrar que el plutonio y los otros elementos transuránicos también tienen estados dominantes +3 y +4, junto con el descubrimiento del bloque f, la serie de los actínidos quedó firmemente establecida.
Mientras la cuestión de si el experimento de Fermi había producido el elemento 93 estaba estancada, aparecieron otras dos afirmaciones sobre el descubrimiento del elemento, aunque a diferencia de Fermi, ambas afirmaban haberlo observado en la naturaleza. La primera de estas afirmaciones fue realizada por el ingeniero checo Odolen Koblic en 1934, cuando extrajo una pequeña cantidad de material del agua de lavado de la pechblenda calentada. Propuso el nombre de bohemio para el elemento, pero tras ser analizado resultó que la muestra era una mezcla de tungsteno y vanadio. La otra afirmación, realizada en 1938 por el físico rumano Horia Hulubei y la química francesa Yvette Cauchois, afirmaba haber descubierto el nuevo elemento a través de la espectroscopia en minerales. Llamaron a su elemento sequanium, pero la afirmación fue descartada porque la teoría predominante en ese momento era que, de existir, el elemento 93 no existiría de forma natural. Sin embargo, como el neptunio está presente en la naturaleza en cantidades mínimas, como se demostró cuando se encontró en el mineral de uranio en 1952, es posible que Hulubei y Cauchois observaran realmente el neptunio.
Aunque en 1938 algunos científicos, incluido Niels Bohr, todavía se mostraban reacios a aceptar que Fermi realmente había producido un nuevo elemento, sin embargo fue galardonado con el Premio Nobel de Física en noviembre de 1938 "por sus demostraciones de la existencia de nuevos elementos radiactivos producidos por la irradiación de neutrones, y por su descubrimiento relacionado de las reacciones nucleares provocadas por los neutrones lentos. Un mes después, el descubrimiento casi totalmente inesperado de fisión nuclear por parte de Hahn, Meitner y Otto Frisch puso fin a la posibilidad de que Fermi hubiera descubierto el elemento 93 porque la mayoría de las vidas medias desconocidas que había observados por el equipo de Fermi se identificaron rápidamente como los de productos de fisión.
Quizás el intento más cercano de producir el elemento faltante 93 fue el realizado por el físico japonés Yoshio Nishina trabajando con el químico Kenjiro Kimura en 1940, justo antes del estallido de la Guerra del Pacífico en 1941: bombardearon 238U con neutrones rápidos. Sin embargo, mientras que los neutrones lentos tienden a inducir la captura de neutrones a través de una reacción (n, γ), los neutrones rápidos tienden a inducir una reacción de "knock-out" (n, 2n), donde se agrega un neutrón y se eliminan dos más, lo que resulta en la pérdida neta de un neutrón. Nishina y Kimura, después de haber probado esta técnica en 232Th y producido con éxito el conocido 231Th y su hijo de desintegración beta de larga vida 231 Pa (ambos se producen en la cadena de descomposición natural del 235U), por lo que se asignó correctamente la nueva vida media de 6,75 días actividad que observaron al nuevo isótopo 237U. Confirmaron que este isótopo también era un emisor beta y, por lo tanto, debe decaer en el nucleido desconocido 23793. Intentaron aislar este nucleido llevándolo con su supuesto congénere más ligero, el renio, pero no se observó desintegración beta o alfa de la fracción que contenía renio: Nishina y Kimura especularon correctamente que la vida media de 23793, como el de 231Pa, era muy largo y por lo tanto su actividad sería tan débil que no sería medible por sus equipos, concluyendo así la última y más cercana búsqueda infructuosa de elementos transuránicos.

### Descubrimiento

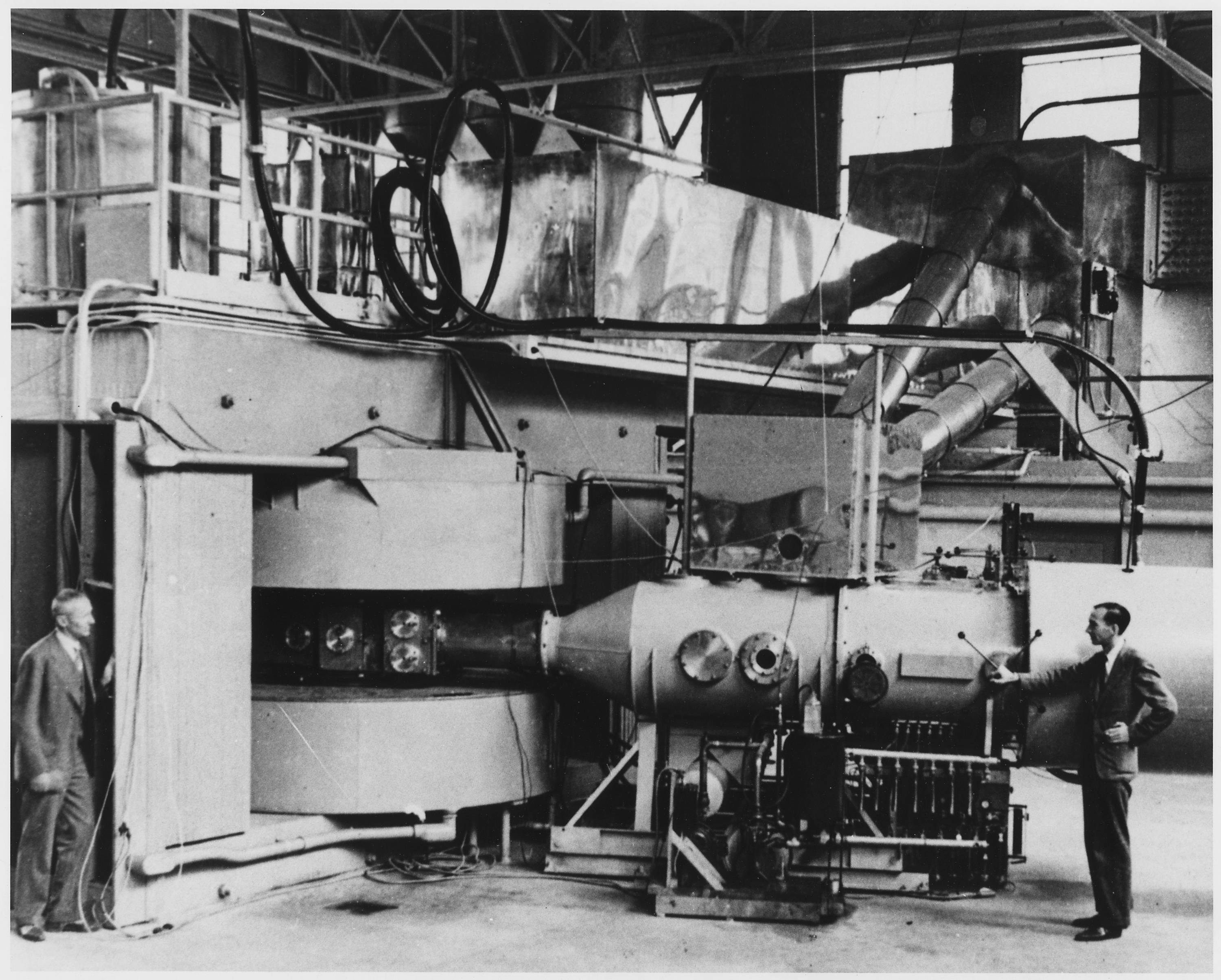
El ciclotrón de 60 pulgadas en el Laboratorio de Radiación Lawrence, Universidad de California, Berkeley, en agosto de 1939.

Mientras la investigación sobre la fisión nuclear avanzaba a principios de 1939, Edwin McMillan en el Laboratorio de Radiación de Berkeley de la Universidad de California, Berkeley decidió realizar un experimento bombardeando uranio utilizando el potente ciclotrón de 60 pulgadas (1,52 m) que se había construido recientemente en la universidad. El objetivo era separar los distintos productos de fisión producidos por el bombardeo aprovechando la enorme fuerza que los fragmentos adquieren por su mutua repulsión eléctrica tras la fisión. Aunque no descubrió nada importante, McMillan observó dos nuevas semividas de desintegración beta en el propio blanco de trióxido de uranio, lo que significaba que lo que estaba produciendo la radiactividad no se había repelido violentamente como los productos de fisión normales. Rápidamente se dio cuenta de que una de las semividas coincidía con el periodo de desintegración conocido de 23 minutos del uranio-239, pero la otra semivida de 2,3 días era desconocida. McMillan llevó los resultados de su experimento al químico y compañero profesor de Berkeley Emilio Segrè para intentar aislar la fuente de la radiactividad. Ambos científicos comenzaron su trabajo utilizando la teoría prevaleciente de que el elemento 93 tendría una química similar al renio, pero Segrè rápidamente determinó que la muestra de McMillan no se parecía en nada al renio. En cambio, cuando lo hizo reaccionar con fluoruro de hidrógeno (HF) con un fuerte agente oxidante presente, se comportó de manera muy similar a los miembros de las tierras raras. Dado que estos elementos comprenden un gran porcentaje de los productos de fisión, Segrè y McMillan decidieron que la vida media debe haber sido simplemente otro producto de fisión, y titularon el artículo "Una búsqueda fallida de elementos transuránicos".

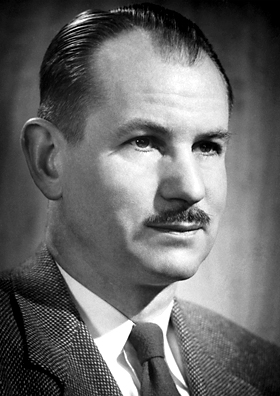
El neptunio fue descubierto por Edwin McMillan (en la foto) y Philip Abelson en 1940.

Sin embargo, a medida que se disponía de más información sobre la fisión, la posibilidad de que los fragmentos de la fisión nuclear pudieran seguir estando presentes en el blanco se hacía más remota. McMillan y varios científicos, entre ellos Philip H. Abelson, intentaron de nuevo determinar qué era lo que producía la vida media desconocida. A principios de 1940, McMillan se dio cuenta de que su experimento de 1939 con Segrè no había podido probar las reacciones químicas de la fuente radiactiva con suficiente rigor. En un nuevo experimento, McMillan probó a someter la sustancia desconocida a HF en presencia de un agente reductor, algo que no había hecho antes. Esta reacción dio como resultado que la muestra precipitara con el HF, acción que descartó definitivamente la posibilidad de que la sustancia desconocida fuera un metal de tierras raras. 
Poco después, Abelson, que había recibido su título de Doctor en Ciencias en la universidad, visitó Berkeley durante unas breves vacaciones y McMillan pidió al químico más capacitado que le ayudara en la separación de los resultados del experimento. Abelson observó rápidamente que lo que producía la vida media de 2,3 días no tenía una química parecida a la de ningún elemento conocido y que, en realidad, era más parecido al uranio que a un metal de tierras raras. Este descubrimiento finalmente permitió aislar la fuente y más tarde, en 1945, condujo a la clasificación de la serie de actínidos. Como paso final, McMillan y Abelson prepararon una muestra mucho más grande de uranio bombardeado que tenía una vida media prominente de 23 minutos de 239U y demostraron de manera concluyente que la vida media desconocida de 2,3 días aumentaba en fuerza en coincidencia con una disminución en la actividad de 23 minutos a través de la siguiente reacción:
{\displaystyle {\ce {{^{238}_{92}U}+{^{1}_{0}n}->{^{239}_{92}U}->[\beta ^{-}][23\ {\ce {min}}]{^{239}_{93}Np}->[\beta ^{-}][2.355\ {\ce {days}}]{^{239}_{94}Pu}}}} (Los tiempos son vidas medias.)

## Propiedades físicas y químicas
Se obtiene artificialmente. Es un metal blanco plateado, similar químicamente al uranio. Existen diversas variedades cristalinas. El neptunio es un elemento reactivo que es mezclable a la mayoría de los elementos. Se presenta en diversos grados de oxidación: +3, +4, +5, +6, y +7, siendo +5 el que posee mayor estabilidad.